# Brachychaeteuma melanops
Brachychaeteuma melanops ist eine Art der zu den Doppelfüßern gehörenden Samenfüßer und in Westeuropa verbreitet.

## Merkmale
Die Körperlänge beträgt 5–8 mm, der Körper ist weißlich gefärbt. An den 30 Körpersegmenten befinden sich kleine Seitenflügel (Paranota). Durch die Haut sieht man manchmal den Darminhalt und die inneren Organe durchschimmern, dies kann als dunkler Bereich Richtung Körperende oder dunkles Band in der Körpermitte wahrgenommen werden. Am Kopf befinden sich je Seite 6 stark pigmentierte Ommatidien. Die Borsten auf der Körperoberfläche sind kürzer als ein halber Körperring. 

### Ähnliche Arten
Von den sehr ähnlichen Arten Brachychaeteuma bagnalli und Brachychaeteuma bradeae lässt sich B. melanops kaum unterscheiden. Diese beiden Arten haben jedoch pro Seite nur 3 schwach pigmentierte Ommatidien am Kopf. Eine sichere Bestimmung ist über die männlichen Gonopoden möglich. Gerade bei juvenilen Tieren wäre eine Verwechslung mit den kleinen, weißlichen, mit Seitenflügeln ausgestatteten Bandfüßern Macrosternodesmus palicola und Ophiodesmus albonanus denkbar. Diese weisen zumindest adult 10 Körperringe weniger auf und erreichen geringere Körperlängen. Propolydesmus germanicus ist eine weitere hell gefärbte Bandfüßer-Art, erreicht ähnliche Längen wie die Brachychaeteuma-Arten, weist aber wie alle Bandfüßer keine Augen auf, während B. melanops Ommatidien besitzt. Auf Großbritannien kann die Art auch mit weiteren Arten verwechselt werden, wie Cranogona dalensi, einer bislang noch unbeschriebenen weiteren Brachychaeteuma-Art, oder Psichrosoma cf. breuili, einer weiteren noch nicht beschriebenen Art.

## Verbreitung und Lebensraum
Die Art weist eine atlantische Verbreitung auf und kommt im äußersten Südwesten Irlands, im Süden Großbritanniens und in Nordwest- bis Westfrankreich vor. Aus Deutschland ist ein einzelner Fundort im nördlichen Stuttgart (Zuckerberg) bekannt. Die Funde dort sind vermutlich auf eine Verschleppung zurückzuführen. Im 20. Jahrhundert wurde die Art auch in der Schweiz einmal nachgewiesen, auch dieses Vorkommen ist vermutlich auf eine Verschleppung zurückzuführen.
Auf den Britischen Inseln ist die Art häufig in Gärten zu finden und zeigt einen hohen Grad an Synanthropie. Im nördlichen Aquitanien in Frankreich lebt die Art häufig in Waldgebieten mit kalkhaltigen Böden.

## Lebensweise
Typisch für Brachychaeteuma-Arten hat diese Art einen einjährigen Lebenszyklus. Adulte Tiere werden von Oktober bis Mai gefunden, am häufigsten im März und April. Die juvenilen Tiere entwickeln sich über den Sommer. Die Art kann häufig unter Steinen und Totholz gefunden werden.

## Taxonomie
Neben dem nominotypischen Taxon wird noch die Unterart Brachychaeteuma melanops horticola akzeptiert. Ein Synonym der Art lautet Brachychaeteuma horticola Brölemann, 1935.